# 台湾のメディア史
台湾のメディア史（たいわんのメディアし）では台湾における近代メディアの萌芽とその発展を概説する。
台湾のメディアは日本統治時代に新聞・放送の基礎が築かれたことに遡る事ができる。1945年の終戦によりメディアは比較的制約を受けない環境に置かれたが、二二八事件発生後は言論の自由は、1987年の戒厳令解除まで非常に制約された状況に置かれた。戒厳令解除後は1988年に中華民国政府は報道規制を解除、1993年には地上波放送とケーブルテレビの全面自由化が実施されると、台湾メディアは急速に発達することとなった。現在はメディアでは自由な競争が実現したが、メディアの急増により過当競争も発生、さらに政治勢力もメディア支配を完全に放棄しておらず、メディアの報道のありかたについて社会問題となり、その改善が課題となっている。

## 新聞

### 戦前の新聞
文字は人類が発明した記録・伝達の手段であり、印刷の発明により大量に情報を伝達することができる新聞の誕生につながった。清朝統治時代、台湾の新聞は政府通達の伝達手段化、宗教関連の内容が主であり近代新聞とはその性格を異にしている。記録に残る台湾最初の印刷所は「松雲軒刻印坊」であり1821年には活動を行っていた。しかしその業務は仏教書や詩文集が主であった。1885年、台湾巡撫劉銘伝が北京で発行されていた『京報』に倣い台湾で最初の新聞を『邸報』 を発行した際には、手書きもしくは木版により発行されていた。その内容は法令規定と官員の同行にあり、一般市民とは関連の少ない内容であった。同年7月、イギリス長老派教会牧師トーマス・バークレイは台湾で最初の印刷による新聞『台湾府城教会報』を発行した。これは白話により記述され、布教活動に伴い誕生したが、その中には社会動向や文芸に関する内容が含まれ近代新聞に近い形態であった。
日本統治時代初期、台湾での新聞事業に対する規制は緩やかであり、当時『台湾日日新報』、『台湾新聞』、『台南新報』の日本語新聞3紙、『台湾民報』、『台湾商業新報』の中国語新聞2紙が発行され、日本統治による台湾経済発展に伴いそれぞれ発行部数を伸長させていき、最盛期には日刊紙6紙が発行された。しかし太平洋戦争が勃発すると言論統制も強まり、1944年4月に『台湾日日新報』、『興南新聞』、『台湾新聞』、『台湾日報』、『高雄新報』、『東台湾新報』が統合され『台湾新報』（新；1896年刊行のものとは異なる）が誕生し、台北にて日刊紙を発行していた（新聞社上層部は大阪毎日新聞より派遣されていた）。

### 戦後、報道規制下の新聞
日本が連合国に降伏すると、中華民国政府は前進指揮所を設置し台湾接収のための先遣部隊を台湾に派遣し、日本人により発行されていた新聞業もその接収対象に含まれていた。『台湾新報』は『台湾新生報』と改められ、台湾省政府の機関紙として再出発することとなった。それ以外にも1945年11月から翌年11月までの間に23紙の新聞創刊が申請された。1945年11月23日、台湾行政官署は新聞発行には出版法に基づく許可制度を実施し、一部無許可で発行していた新聞が廃刊に追い込まれている。さらに1947年に二二八事件が発生すると言論統制が強まり、台湾の新聞業界は大きな打撃を受けることとなった。1949年、中華民国政府の台湾移転が行われると、大陸から移入した文化人により台湾での新聞発行が計画され、台湾の新聞業界は復活を遂げる。1953年には台湾での新聞社は30社を数え、また1950年代に政府が打ち出した新聞五禁政策（許可、発行部数、価格、印刷、用紙の制限）もあり、長期にわたり30紙が発行される状態が続いた。
1950年代の新聞は政府、国民党、軍の新聞として『台湾新生報』（台湾省政府）、『中央日報』及び『中華日報』（国民党）、『和平日報』（国防部）、『青年報』（三民主義青年団）等の新聞が強い勢力を誇り、民間紙では『聯合報』と『徴信新聞』が有力であった。
聯合報は王惕吾が『全民日報』および『経済時報』に業務提携を呼びかけ、自身の『民族報』を統合した『民族報、全民日報、経済時報聯合版』が前身であり1951年9月16日に創刊、1万2248部を発行した。1953年9月16日には『民族報、全民日報、経済時報聯合報』と改称、さらに1957年6月20日に『聯合報』と改称し現在に至っている。
『徴信新聞』は1950年2月に台湾省物資調節委員会（物調会）が出資し、編集責任者として物調会主任の余紀忠が就任、当初は商業動向を中心に報道していた。しかし赤字経営が継続したことから余紀忠は資金調達を行い、1951年8月1日に会社形態として再出発した。社長には余紀忠が就任し、経済新聞路線を選択した。設立時の社員数は十数名、年間発行部数は2000部であった。1954年10月2日から『徴信新聞』の一面に政治・社会面を設けて総合紙への方向転換が図られ、1955年には台北市大理街の台糖倉庫を借用し印刷を開始、同時に別刷り『人間副刊』も創刊され総合紙として一新、1960年1月1日には『徴信新聞報』、さらに1968年9月に『中国時報』と改称して現在に至っている。
同じ時期には夕刊紙も大きな発展を見せた。1947年10月10日に『自立晩報』が創刊されたが、政府に対し批判的な記事を書いたため何度も政府による発行停止処分を受けている。また1950年6月25日に朝鮮戦争が勃発すると、『大華晚報』は一面トップで最新の戦況を報道し、台湾の民衆に対する夕刊紙の認知度を高めた。1950年代の台北では『台北晩報』、『大華晩報』、『民族晩報』の3紙が、台湾南部では『成功晩報』及び『中国晩報』が大きな発行部数を占めていた。
1960年代は台湾新聞業界飛躍の時期である。民営紙の経営が活性化したことに加え言論統制が緩和され、公営紙を超える民間紙が登場した。王惕吾が買収した『公論報』は1967年4月20日に『経済日報』と改称し台湾最大の経済紙に成長、また『聯合報』は世界各地に特派員を送るとともに最新の設備を導入、1961年には発行部数が10万部、1964年には15万部を突破し、また航空版を発行し世界に向けての情報発信を展開した。
1970年になると聯合報の事業は一層の拡大を見た。『経済日報』、中国経済通訊社、『世界日報』、『民生報』、『欧洲日報』、聯経出版公司を傘下に収めた。『世界日報』は北米で発行され、華僑を対象とした中国語新聞として最大の発行部数を誇る新聞である。『欧洲日報』は1982年12月16日にパリで創刊されたヨーロッパで有力な中国語新聞の1紙である。余紀忠は在1975年に時報文化出版公司を出版するとともに『中国時報』海外航空版を発行、続いて1978年3月に台湾で『時報周刊』、同年12月1日には『工商時報』を発行し台湾第2の経済専門紙が誕生した。1982年9月1日、蔣経国の要請により、余紀忠は新たに『美洲中国時報』を発行したが1984年11月11日に停刊となっている。

### 言論統制解除後の新聞
言論統制解除後の台湾の新聞業は大きな変化を迎えた。発行される新聞の種類が増加したにもかかわらず、一般市民の新聞に接する時間が下降傾向にあり、広告収入なども減少した。さらに電子メディアの登場により各新聞社は大きな財政負担を抱えることとなった。特に公営紙は深刻な打撃を受け、『中央日報』が停刊、『台湾日報』が民営化の後停刊、『台湾新生報』が民営化された。夕刊紙では『自立晩報』、『勁報』、『中時晩報』が経営状況の悪化により停刊、わずかに芸能に特化した『民生報』、『大成体育報』が存続しているに過ぎない。
1980年4月17日、林栄三の聯邦集団が4000万台湾ドルで『自強日報』を買収、1981年1月1日に『自由日報』と改称し1986年9月15日より台北県新荘市で新聞発行を開始、1987年9月には再度『自由時報』と改称し、無料購読や高額景品を使用した積極的な営業方針で『聯合報』、『中国時報』と並ぶ有力紙となっている。また2003年5月2日には香港壱伝媒が『蘋果日報』を創刊、ゴシップ記事とカラー紙面、低価格販売で現在台湾最大の新聞となった。

## 雑誌
1946年9月から二二八事件までの期間、台湾では公営、民営の雑誌社が126社存在していた。戦後最初に出版された雑誌は1945年9月から11月にかけて9号発行され、楊逵が主筆を務めた『一陽週報』である。この時期の重要な雑誌としては『台湾民主評論』、『前鋒』、『新新』、『大同』、『現代週刊』、『自強旬刊』、『台湾通訊』等がある。また上海や北平などの大陸の都市で出版された『台湾月刊』、『新台湾』等の刊行物も存在した。しかし1946年後半より言論統制が次第に強まり、また物価上昇と政府による日本語の影響を排除する政策により台湾の雑誌の販売量は下降線をたどり、二二八事件により多くの雑誌社が閉鎖され、また雑誌自体も停刊処分となり、1947年末には台湾の雑誌社は51社と半分以下に激減した。1949年後半になると国共内戦の結果、大陸から多くの文化人が台湾に流入し雑誌の創刊を行い、台湾の雑誌発行は回復をみた。
1952年10月の時点で政府に登録された雑誌社は220社に達し、『紐司週刊』、『中国新聞』、『週末観察』など大陸系の雑誌も多く含まれている。この時期の台湾での言論統制は比較的緩やかであり、『自由中国』、『民主評論』、『文星』、『新聞天地』のように自由主義的な論調の雑誌も登場したが、やがて国民党により発行停止措置が取られると、政治雑誌に代わって文芸雑誌が隆盛となってきた。主要な文芸雑誌としては『皇冠』、『現代文学』、『中国一周』、『台湾風物』、『創世紀』などがある。また1950年には台湾省雑誌協会が組織され42社が会員となっていたが、1961年には290社になるなど台湾雑誌の6割が参加するようになった。
1960年代も雑誌の成長はさらに続く。この時期に創刊された著名な雑誌としては卜少夫の『展望雑誌』、王成聖の『中外雑誌』、丁中江の『春秋』、劉紹唐の『伝記文学』、諸葛志の『新女性』、中国文化大学の『中国一周』が挙げられる。また新聞界の泰斗張任飛も企業経営による雑誌発行を行い『綜合月刊』、『小読者』、『現代管理』などの中国語雑誌のほかに、『台湾貿易週刊』などの英文雑誌も発行し、また『タイムズ』、『リーダーズ・ダイジェスト』、『タイム』、『ニューズウィーク』の台湾代理権を取得している。
1970年代は党外勢力による雑誌が創刊された時期である。その中でも『美麗島』が特に著名であるが、それ以外にも『台湾政論』、『青雲』、『鼓声』などが発行された。これら党外雑誌は国民党による圧迫を受け、1980年代後半には台湾で言論の自由が達成されたことで自然消滅していった。
有力新聞の『中国時報』と『聯合報』も1970年代に『時報周刊』、『中国論壇』、『聯合月刊』、『聯合文学』、『歴史月刊』などを創刊し雑誌市場へ参入した。そして総合雑誌から専門雑誌への特化が進み、特に経済雑誌が大きな発展を見せる。王力行らによって1981年6月に創刊された『天下雑誌』は創刊2年で2万部の売り上げを記録し、その他『新経済月刊』、『商業周刊』、『動脳周刊』などが創刊されている。雑誌の専門化が潮流となった。
1987年7月に戒厳令が解除されると台湾での雑誌は一気に増大する。1988年には3922もの雑誌社を数え、2002年には8,140種的もの雑誌が発行されていた。しかしこのような急激な成長は過当競争を招き、2004年には4185種までに減少している。雑誌自由化の時代にあって、台湾の雑誌産業はグループ化と国際化の趨勢が発生した。2001年にはPC home、財訊、商業周刊、天下、時報周刊、空中英語教室、尖端、景点伝訊、美人志、一手車訊の十大雑誌グループが出現している。2001年5月12日、香港の和記黄埔（ハチソン・ワンポア）がPC home、城邦、商業周刊等のグループの株式を買収、2002年10月に和記黄埔は城邦文化を中心に商業周刊、PC home、尖端出版社のグループ化を行い、当該グループでの雑誌発行部数は2,800万部に及び、台湾の印刷メディア市場の30%を占める大グループが登場している。
2006年において、台湾の雑誌出版社は5,014社が登録されている。（行政院新聞局より）

## 書籍出版
終戦直後の台湾では出版業は皆無に近かった。1947年、台湾省政府は新聞処と編訳館を設立して出版事業の管理を始め、商務印書館、中華書局、世界書局、正中書局、開明書局などの大陸の出版社が台湾に拠点を設置した。しかし二二八事件が発生すると、多くの文化人が迫害に遭い、また書籍出版事業も停滞し、設立準備が進んでいた聯合出版社、新創造出版社などは日の目を見なかった。こうした状況は1949年以降、大陸より多くの文化人が台湾に流入することにより改善され、1953年には138社であった出版社が、1959年には490社にまで増加、図書の出版数は1952年の約420種から約1470種まで増加した。この時期に誕生した出版社には重光文芸、紅藍、大葉書局、明華書局、三民書局などがある。1960年代になると商務印書館、世界書局、正中書局、中華書局の四大出版社時代が到来し、欧米書籍の翻訳出版が台湾の書籍出版の潮流となった。1960年から1965年までに台湾で出版された翻訳書籍は5238種、しかし版権を取得しないままの出版も多く、アメリカ政府から著作権保護の要求が行われ、政府は1964年に著作権法を改正、アメリカ書籍が台湾で発行される際には登録が行われる制度が確立した。
1970年代、台湾の出版事業はコンテンツ不足と用紙などの原料費の高騰があったが、台湾経済の発展に伴い成長を続けた。また中華文化復興運動の展開とともに古典書籍の出版も隆盛となった。そうした状況下多くの出版社が設立され、また戒厳令の解除にともない1987年には3051社、1989年には3448社、2001年には7810社に及び、出版書籍数は3万6546種、月平均3054種が出版されていた。2004年にはさらに7437社に増加している。2006年において、台湾の出版社数はすでに9,176社が登録されている。出版図書の点数は、42,735点に達していた（2007年出版年鑑より）。大型出版社としては四大出版社以外に三民、華新、幼獅、開明、皇冠、聯経、時報文化などが登場し、戒厳令解除後は台湾の出版事業は内容特化が進み、社会学の巨流、中国文化の玉山および前衛、コンピュータ関連の松崗および博碩、漫画専門の青文、東立、経済の商周や遠流などが成長を遂げた。また戒厳令下ではその出版が規制されていた共産主義、独立問題、環境問題、同性愛などに関する書籍も登場し、簡体字の書籍も市場に出現するようになった。また書店についても大型チェーン店として金石堂、誠品書店、新学友、敦煌などが販路を拡大し、近年はインターネット書店も広く利用されている。
なお、日本と異なり再販売価格維持制度は存在しない。

## ラジオ放送
台湾におけるラジオ放送は、1925年6月17日に始まる。日本による台湾統治30周年を記念して、台湾総督府旧庁舎内に放送室を設置し、式典の日に臨時放送を行った。その後1930年に出力10キロワットの放送局を設置、1931年には総督府は台北に台湾放送協会を設立し、その後台湾、板橋、台南、台中、嘉義、花蓮の各放送局を設置した。日本の敗戦を迎えた後、中華民国政府は1945年10月25日に林忠を派遣し台湾放送協会を接収、台湾広播協会と改組し国民党中央執行委員会中央広播事業管理処の管轄とし、下部に台湾、台中、台南、嘉義、高雄、花蓮の6放送局と9中継局を組織した。1961年7月1日，台湾広播電台は中国広播公司（中広）に統合された。

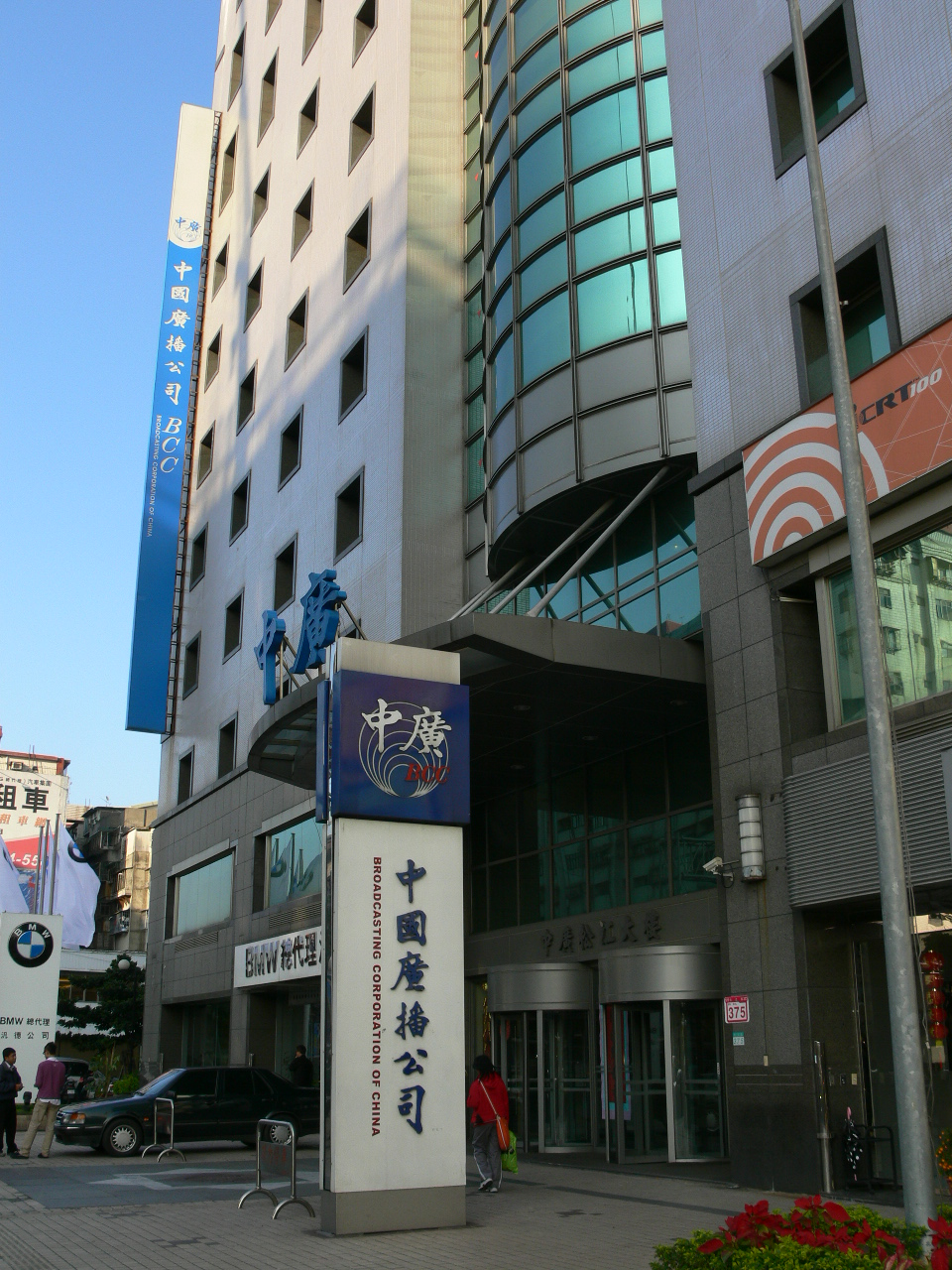
中国広播公司本部ビル

1949年、中国広播公司が政府とともに台湾に移転すると、台湾広播電台の設備を基礎とし、さらに10地方局及び7か所の調整局を設置した。また同時に台湾に移転した軍中広播電台、空軍之声、益世、民本、鳳鳴のラジオ放送局も放送を開始している。1954年、政府は警察広播電台を開設、また地方独自の放送局開設も一部規制緩和し、1959年には政府は民間のラジオ放送を開放している。交通部郵電司の1961年末の統計によれば、台湾におけるラジオ放送局は33局が開局していた。当時の台湾では、ラジオ放送は国民党政府の「大陸反攻」の重要な宣伝手段であり、蔣介石はいかなる状況下でも大陸に対する放送を中止してはならないと指示、中広、復興、正声、漢声などのラジオ局が大陸向けに『自由中国報導』、『今日世界』、『祖国的召喚』などの番組を放送していた。1949年10月10日，中央広播電台が「自由中国之声」を中国語、英語、日本語による国際放送を開始、1979年には中広は「亜洲之声」を中国及び東南アジア向けに放送するなど、国際放送にも注力していった。
その後テレビ放送が開始されると、台湾のラジオ放送は低調傾向に陥った。これに対し政府は周波数を大幅に解放しラジオ放送事業の再生を図った。1988年末、台湾には33の放送局により186チャンネル（非公式統計）が放送され、そのうち公営・軍営放送局が12局85チャンネル、民間放送局が20局56チャンネル（非公式統計）となっていた。この時期は公営・軍営の放送局が周波数を独占し優勢であったが、同時に専門チャンネルの萌芽期となっている。1933年1月、新聞局と交通部は周波数の開放を宣言、民間の放送局設立の規制を撤廃したことで、ラジオ放送局が新たに設立され、2006年8月には178局が放送を行っている。
台湾のラジオ放送はその放送出力により大中小に分類され、中出力は放送範囲が半径20キロメートルとされ、小出力は5キロメートルと定められている。政府は全台湾を網羅する大出力放送局開設に慎重なため、中小の放送局がネットワークを形成し台湾全土へ影響力を拡大している。代表的なキー放送局としては大衆Kiss聯播網、飛碟聯播網、台北之音などがある。そうした中、中広は現在も台湾のラジオ放送事業の中で重要な地位を占めており、現在全台湾向けの5チャンネルとしてFM局の流行網、宝島網、音楽網、AM局の新聞網、郷親網、それ以外に台北AM747客家チャンネル、海外放送網がある。
このほか台湾では地下放送局も一定の勢力を誇っていた。地下放送局は政治的には民主進歩党を支持する傾向が強い。地下放送局は1980年代末に登場し、1989年に張俊宏が立法委員に当選した後に「地下民主全民広播電台」を設立、1993年11月23日には民進党の許栄棋による「台湾之声」、同年12月10日には黄昭暉が高雄にて「南台湾之声」を設立するなど、1994年の台湾省省長の直接選挙の際には民進党は全国に地下放送局を設置、1996年の最初の総統直接選挙の際には台湾に60局もの地下放送局が設置されていた。

## テレビ
1951年、行政院はテレビ事業を政府主導で推進し、同時に企業経営方式を採用することを決定した。初期の台湾のテレビ事業者の3局はいずれも政府による商業放送局であった。戒厳令解除後、台湾のテレビ事業者は劇的に増加し、またケーブルテレビが地上波放送に代わってテレビ産業の重要な地位を占めるに至っている。

### 地上波放送

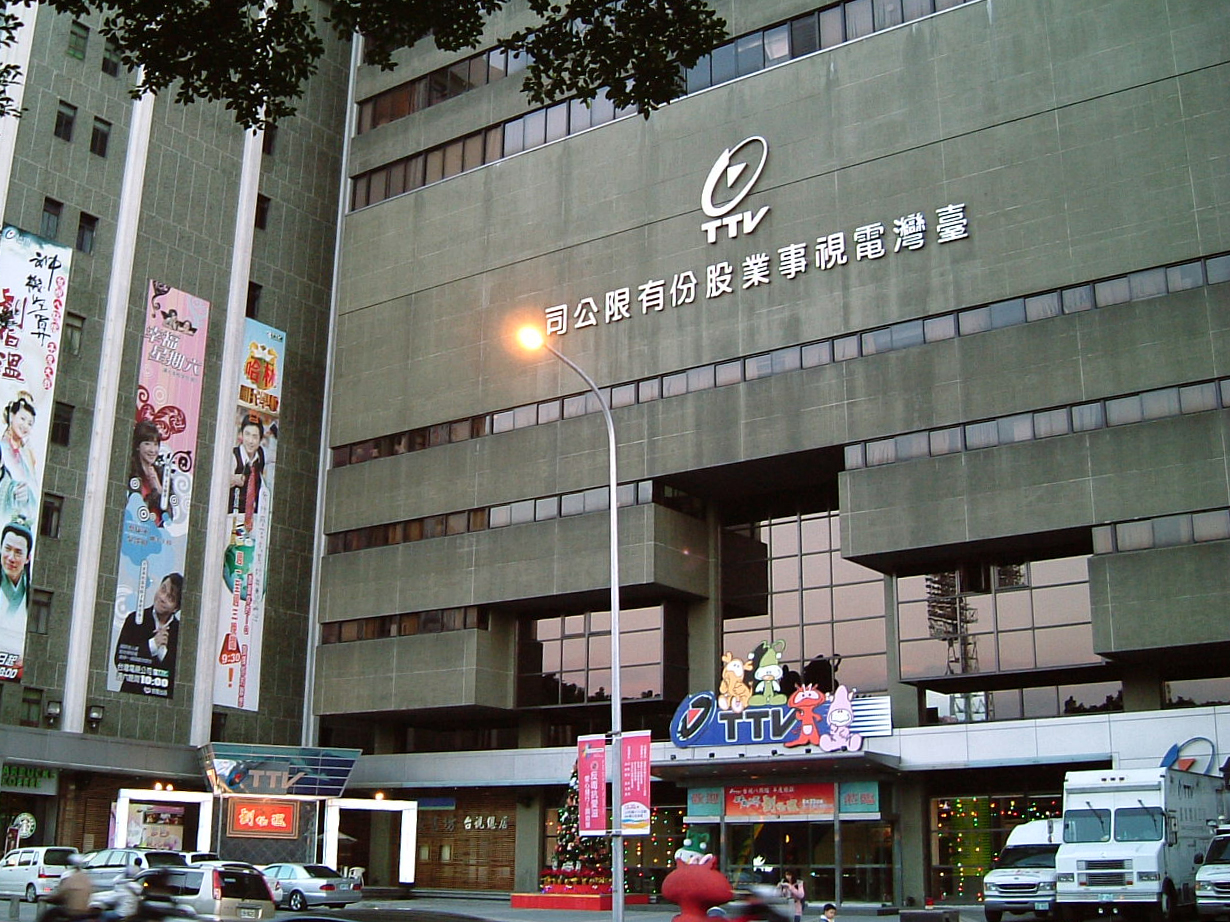
台湾電視公司本社「台視ビル」

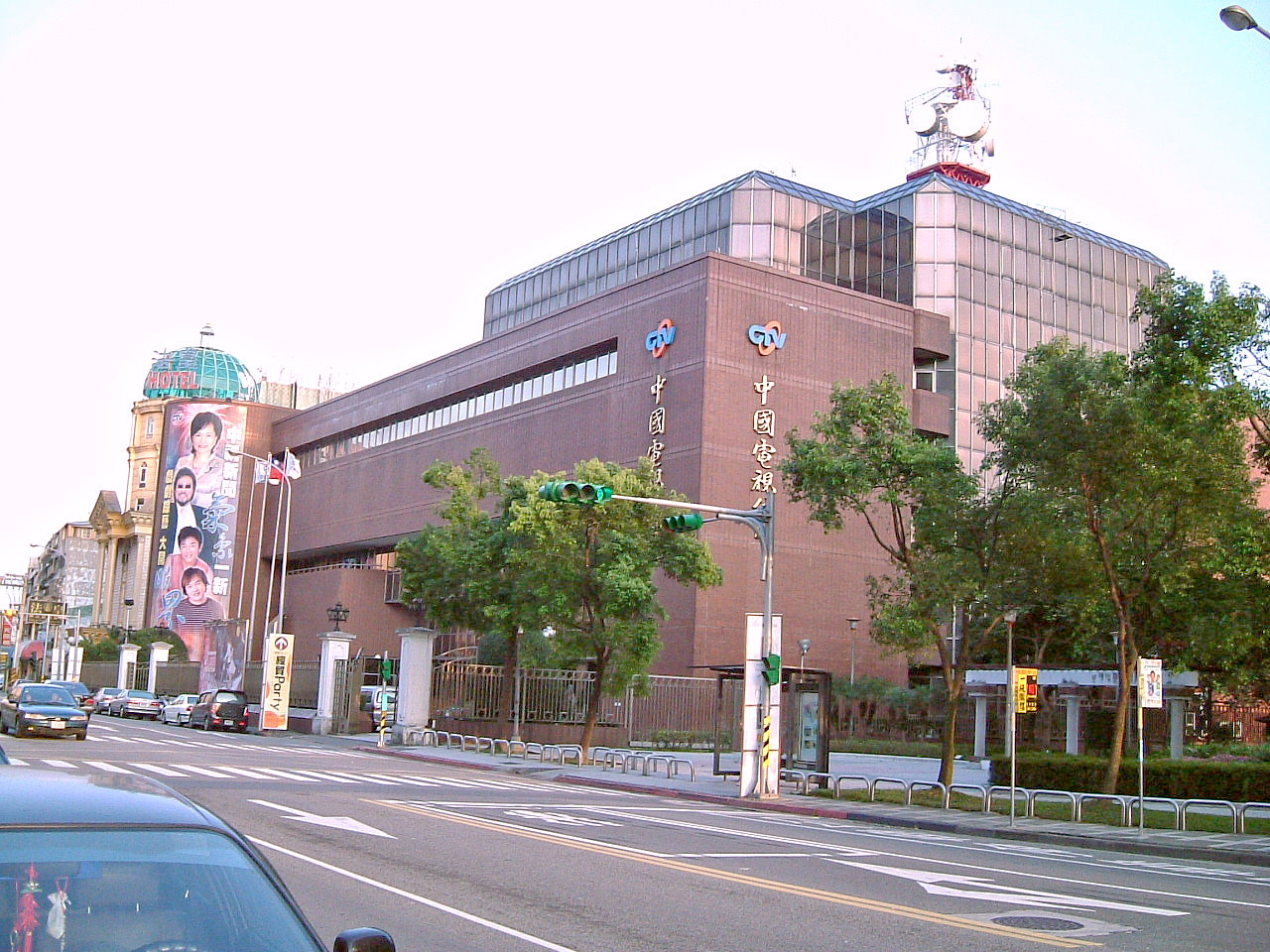
中国電視公司二代目の本社「中視ビル」

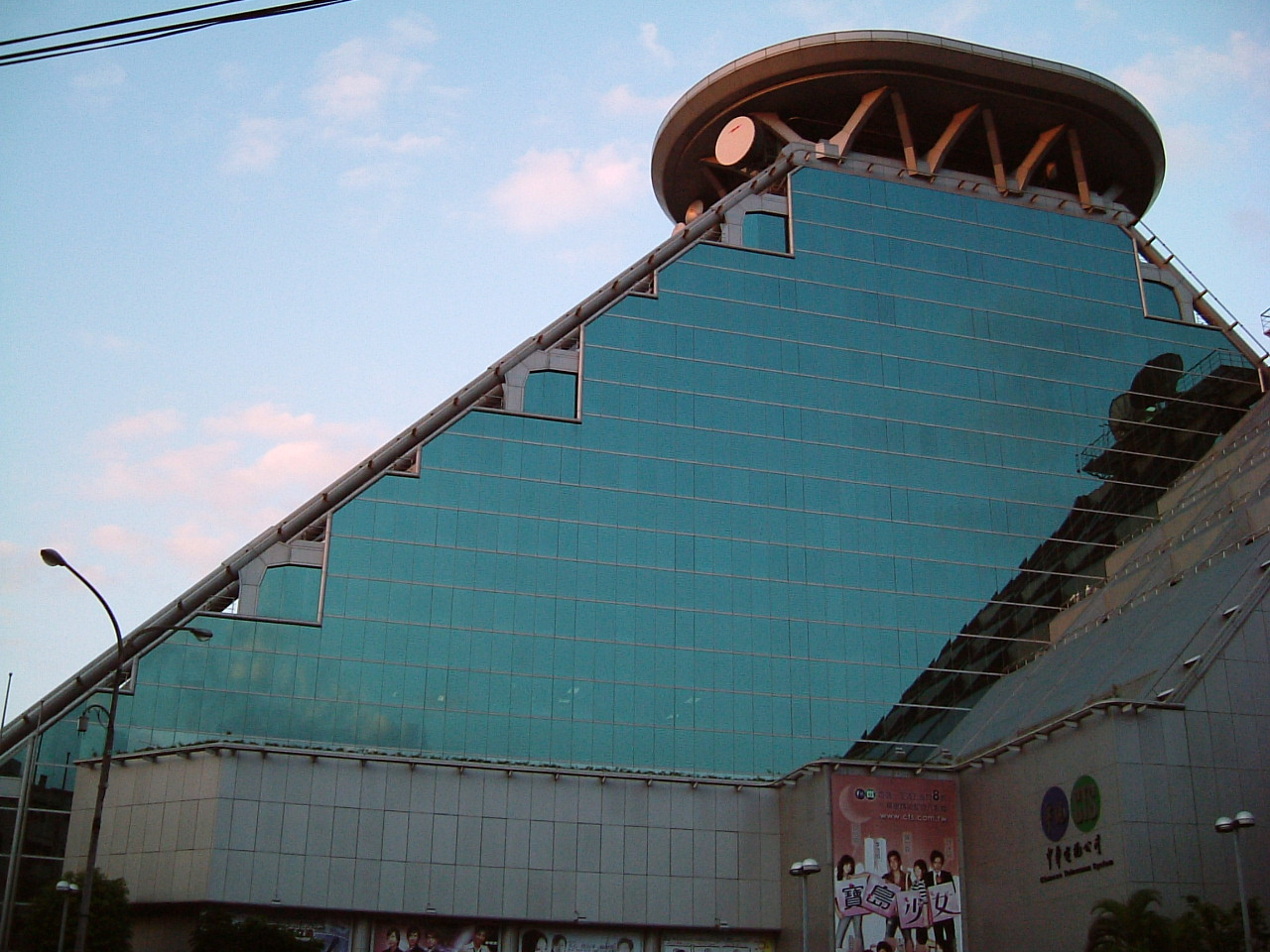
中華電視公司三代目の本社「テレビプロダクションビル」

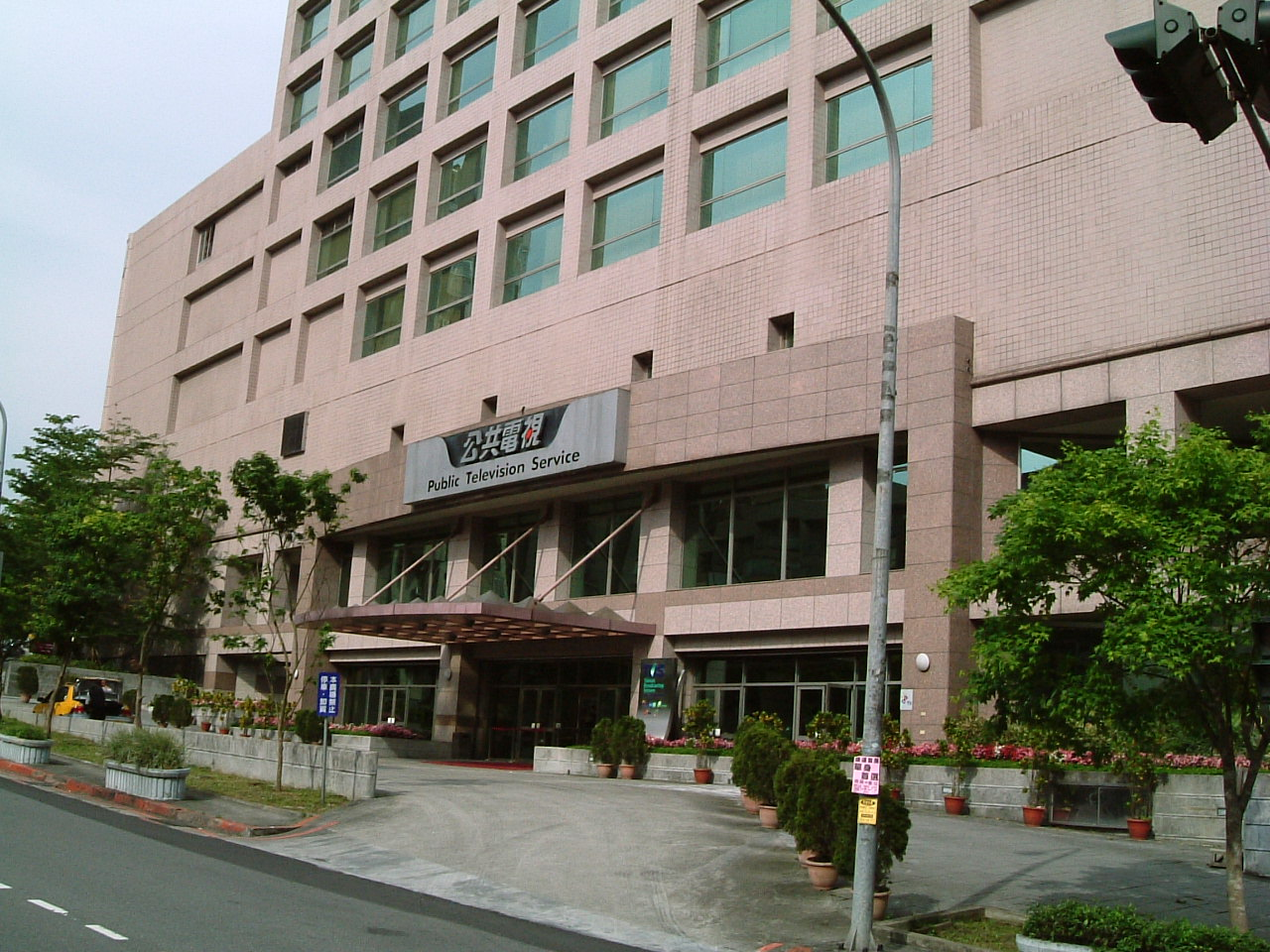
公共電視台Aビル

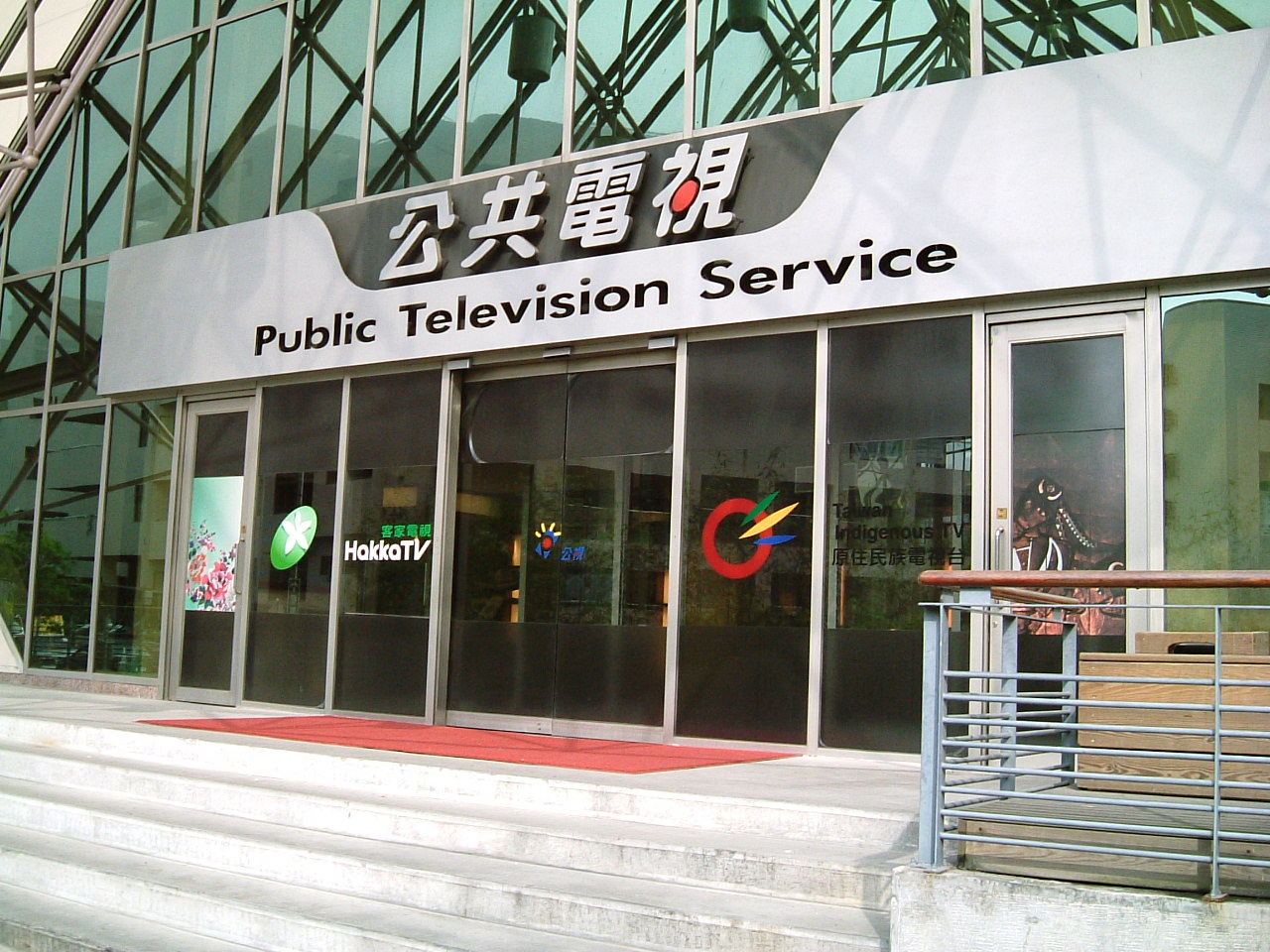
公共電視台Bビル

1959年1月、日本の協力により「日中テレビ事業事業研究チーム」が組織、テレビ放送の準備に着手し、1962年2月14日に教育テレビ放送実験局（NETV、「教育テレビ」）が開局し、台湾におけるテレビ放送の最初となった。1961年、台湾省政府は「台湾電視事業籌備委員会（台湾テレビ事業準備委員会）」を設置、民間資本と日本からの資金によりテレビ放送局の開設を目指し、1962年4月28日に台湾電視公司（台視）が成立、同年10月10日に正式に放送を開始し、台湾初のテレビ事業者としての活動を開始した。台視開局後、蔣介石は中広が中心となり中国電視公司（中視）の設立を指示、1968年9月3日に台北中山堂にて正式に成立し、翌年10月31日より正式に放送を開始した。またカラー放送は1969年9月25日の台視による放送が最初である。また1970年代になると当時国防部部長であった蔣経国と教育部部長の閻振興が1億台湾ドルの資金を投入し教育テレビの拡大を計画、1971年に改名して中華電視台（華視）として正式に発足、同年10月31日に正式に放送を開始すると同時に、中部、南部地区への放送設備も整備された。
これら初期の3局はいずれも政治的色彩が強く、国民党、政府、そして軍の三大勢力を代表するものであった。台視は台湾省政府により運営されていたが、1992年時点の株主構成比率は、政府48.95%、日本資本19.98%、民間企業26.94%、個人4.13% となっていた。中視は当初は民間メディアであったが、赤字経営により国民党の資本が流入し、1992年には国民党の持ち株比率が68.23% となっていた。華視の株主構成は1992年段階での国防部が29.76%、教育部が10.39%となっていた。3局の経営者は間接的に国民党より報酬を受け取ることとなり、政治干渉の原因となり、公共放送の名称が不適当から批判を受けた。2007年4月11日11時、国際科技は17億4262万台湾ドルで台視の7230万8263株を取得、台視の発行株式の25.77%を占めるに至った。また1999年8月9日、中視は株式を公開、2005年12月24日には国民党は中視の株式を「栄麗投資公司」に譲渡し、政治支配を脱し完全民営化された。
1994年1月28日、行政院新聞局は4局目となるテレビ事業者の募集を開始する。その中で蔡同栄の「民間伝播公司」および張俊宏の「全民電通公司」が1994年6月26日に共同で「民間全民聯合無線電視公司籌備処」を設立、新聞局に開局申請を提出した。1995年6月16日、台湾最初の民間テレビ局として民間全民電視公司（民視）が誕生、総合チャンネルとニュースチャンネルの放送を始めたが当初は赤字経営に苦しんだ。そこで開始されたのが夜8時からのテレビドラマの放送であり、ドラマのヒットにより民視の経営が好転、また台湾におけるテレビドラマブームの嚆矢となった。
1983年3月、新聞局は「公共テレビ番組制作センター」計画草案を発表した。これにより1984年2月16日に「公共テレビ製作放送チーム」が設立された。1984年5月1日、最初の公共テレビ番組である『大家来読三字経』が台視で放送され、その後製作放送チームは財団法人広電基金の傘下に入り「公共テレビ番組製作放送チーム」と改称され、月曜日から金曜日の夜9時から9時半までの公共テレビ番組を提供し、毎週15時間のテレビ番組を放映したが、反響は大きくなかった。1997年5月31日になると立法院で「公共電視法」が成立し、1997年7月1日に公共電視文化事業基金会（公視）が正式に放送を開始し、政治的な影響を受けない初めての公共放送局が誕生した。また華視も2006年7月1日に台湾公共広播電視集団が正式に成立すると、華視もその傘下に組み入れられ軍関係の影響を受けない公共放送となった。また公視・華視以外に海外在住華僑を対象にした台湾宏観電視、少数民族を対象とした客家電視台および原住民族電視台が現在放送を行っている。

### ケーブルテレビ
ケーブルテレビは台湾では地上波のテレビ事業者である台視、中視、華視（zh:老三台）に続くものとして第四台と俗称されたこともある。ケーブルテレビの出現は山岳部が多い台湾の地勢に関係し、山間部で地上波放送が受信できない問題により、民間で大型アンテナを設置し、各家庭にケーブルで配信したことに由来する。その後既存のテレビ放送に満足していない視聴者のために、各種ビデオを放送するテレビ事業へと発展していった。
またケーブルテレビには政治的な色彩が強い場合も多く、国民党の統制外での放送が行われていた。当初、政府はケーブルテレビを非合法とし、事業者は不法経営の状態であったが、その取締りに関しては実効を上げることができないばかりか、民間ではますますケーブルテレビが普及していった。この現状を追認した行政院は1983年に「ケーブルテレビシステム構築作業チーム」を設置、諸外国のケーブルテレビ事情を調査し、1993年8月11日に新聞局により「ケーブルテレビ法」が公布され、同年11月にケーブルテレビを合法化した。当時610事業者が臨時営業許可証 を取得している。その後新聞局はケーブルテレビの営業エリアを51に分割し、各エリア5事業者までとする政策 を発表し、ケーブルテレビ業者の整理統合を目指した。その結果、1994年10月1日に正式にケーブルテレビ事業者登録を開始した際の申請事業者数は209社となり、2001年末までに66事業者の営業許可が公布された。

## 映画
台湾で最初に撮影された映画は1907年2月に日本人の高松豊治郎の撮影隊が台湾各地を撮影した『台湾実況紹介』である。台湾人が撮影したものとしては劉喜陽、李松峰らの台湾映画研究会が1925年に撮影した『誰之過』である。
1955年、麦寮拱楽社歌仔戯団の陳澄三と何基明が共同監督を務めた『薛平貴与王宝釧』で戦後初の台湾語映画が撮影されると、多くの映画が台湾語で撮影されるようになった。1960年代にはノンフィクション映画のほかに香港のカンフー作品に影響された内容の映画が台湾で撮影され、カンフー映画、武俠映画が流行した。1970年代には国際連合を脱退し、また日本やアメリカと断交し外交的な困難に直面した台湾では愛国宣伝映画として『英烈千秋』、『八百壮士』、『梅花』、『筧橋英烈伝』、『黄埔軍魂』、『辛亥双十』等の作品が次々と発表された。
1980年代以降は李行、宋存寿、屠忠訓らにより『小城故事』、『早安台北』などの新しいタイプの映画が発表され、学生映画時代が到来した。その後台湾新映画が隆盛となり『児子的大玩偶』等の作品が発表された。しかしそれ以降は外国映画により台湾映画の新潮流は終わり市場占有率は縮小を続けた。1989年には台湾映画の製作は20本にも満たなくなり、2006年には台湾映画の市場占有率は1.62%となっている。

## 広告業
1949年、柯逸鵬兄弟により蕾克広告公司が設立されたのが台湾における広告業の嚆矢である。初期の台湾広告業は日本の影響を強く受け、会社組織や管理方式は日本を模倣したものであった。1940年代の広告会社の主要な業務は政府関連の広告看板の製作であり、1949年、新聞広告をはじめその他商業広告は10%を占めるのみであった。1950年代台湾の広告業界では業務員制度が採用され、新聞社や放送局が広告業務員を置き、各企業に対する広告の営業活動を行うようになった。当時の台湾では新聞広告が全体の65%、放送広告が20%をそれぞれ占めていた。またこの時期には高登貴の芸文広告社、王斌賢の興業広告公司、史習牧の聯合広告公司などの広告会社が次々と誕生した。
1960年代になると台湾の広告会社の形態に大きな変化が発生する。多くの広告会社が設立されるとともに代理店が業務員に取って代わり、広告主とメディアを仲介する役割を果たすようになった。また同時期テレビ放送が台湾人の生活の中に浸透したことも、他のメディアの広告収入に影響を与えた。1972年からテレビは台湾第二の広告メディアとなり、その登場と共に新たに格蘭広告公司、清華広告公司、欣欣伝播、台湾広告公司（後の台湾電通）等の大規模な広告会社が次々に設立された。
1980年代、台湾の広告業界に急激な国際化の波が押し寄せ、多くの海外広告会社が台湾市場に参入した。競争が激化した台湾の広告会社では業界再編の動きが強まった。また戒厳令解除以降はメディアが急増したことより、台湾の広告市場は売り手市場から買い手市場へと転換した。また多くの選挙が実施されるようになったことも台湾の広告業界に大きな影響を与えた。2004年の総統選挙と立法委員選挙では、選挙関連の広告宣伝費は8億台湾ドル にも達した。
このように発展を続けた台湾の広告業界は現在では東方、台湾電通、国華、華商、英泰、太一の6大広告会社 を中心に発展を続け、2004年の時点で台湾の広告市場は618.87億台湾ドル、GDPの0.606% に達し、その内訳としてケーブルテレビが41.02%（253.81億台湾ドル）、新聞が26.7%、地上波テレビが13.94%、雑誌が13.03%、ラジオが5.28%、インターネットが2.5%となり、年間平均50%以上の市場拡大を続けている。